# Spytek Melsztyński (1398–1439)

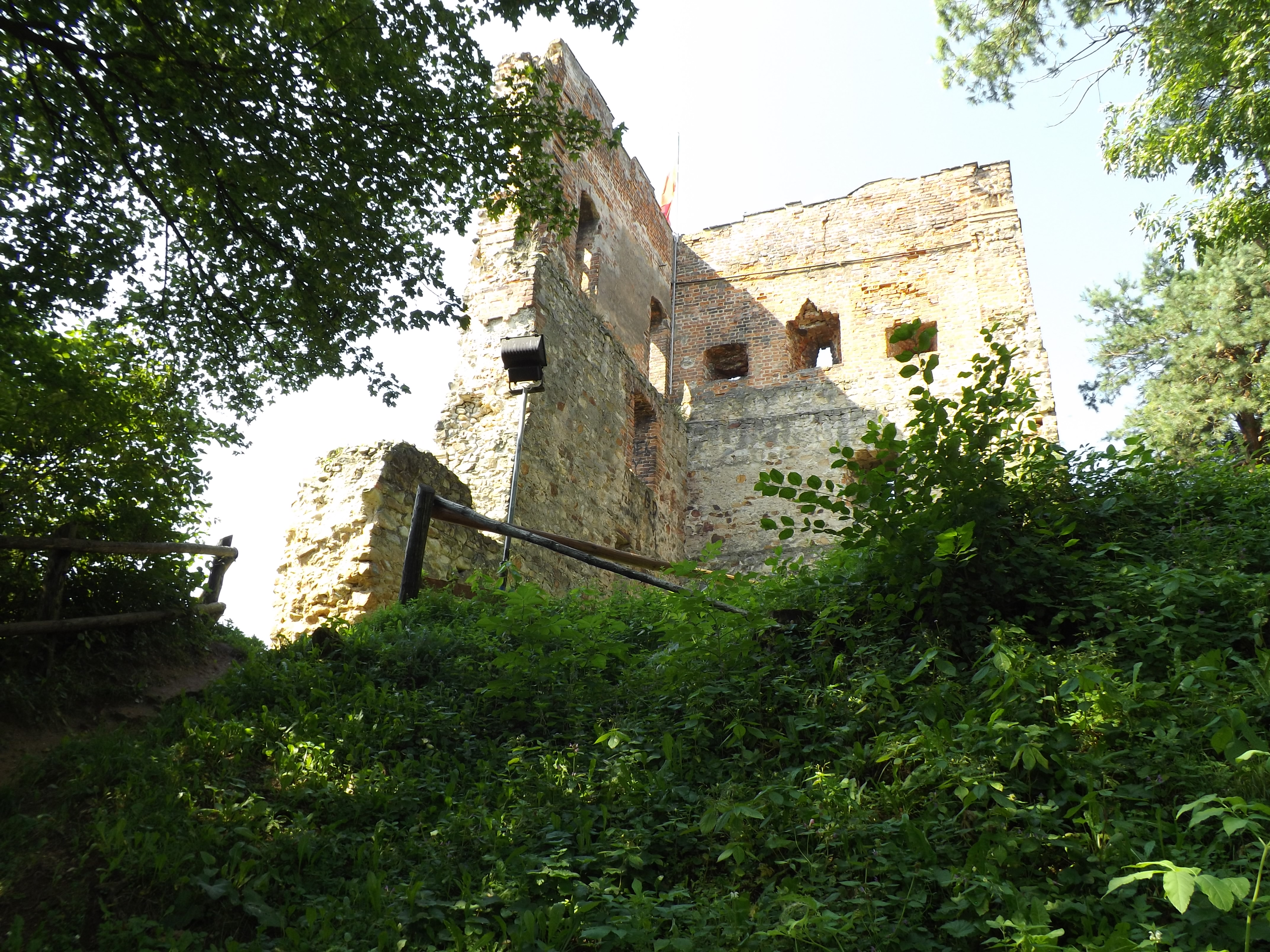
Ruiny zamku w Melsztynie. Pozostałość po siedzibie rodu Spytka z Melsztyna.

Spytek Melsztyński (ur. 1398, zm. 6 maja 1439 w Grotnikach) – kasztelan biecki, przywódca husytów polskich i organizator konfederacji korczyńskiej jako odpowiedzi na konfederację biskupa Oleśnickiego.

## Życiorys
Był synem Spytka i  Elżbiety, Węgierki. W małżeństwie urodził mu się syn także Spytko. W 1436 ufundował gotycki kościół w Jasieniu. Spytko związany był z polską opozycją popierającą czeskich husytów i zwalczającą możnowładców oraz wszechwładzę biskupa Zbigniewa Oleśnickiego.  Pozbawił on ród Spytka wpływów w państwie na rzecz rodów Oleśnickich i Odrowążów, którym Oleśnicki przekazał zarządzaną wcześniej przez Melsztyńskich Samborszczyznę. Po śmierci kanclerza Jana Szafrańca w 1433 zastąpił go w przewodzeniu opozycji zwalczającej Oleśnickiego.
Na zjeździe szlachty małopolskiej w Opatowie 25 lipca 1435 stał na czele opozycji sprzeciwiającej się planom biskupa Oleśnickiego osadzenia na tronie Władysława Warneńczyka. Sprzeciw wynikał z niepełnoletności kandydata do tronu, co miało umożliwiać jego opiekunom krzywdzenie narodu. W 1435 roku wraz z Abrahamem Zbąskim na zjeździe w Piotrkowie zaproponował by rycerstwo odmawiało płacenia klerowi dziesięciny. W 1438 roku popierał wspieraną przez dwór królowej Zofii wyprawę Kazimierza Jagiellończyka w celu objęcia tronu Czech. O wspieraniu Spytka przez dwór królowej Zofii Holszańskiej świadczyć może mianowanie go w 1437 roku kasztelanem bieckim, które to tereny były oprawą wdowią królowej. Po nieudanej wyprawie do Czech, w 1439 roku Oleśnicki usunął Spytka z Rady Królewskiej i obłożył klątwą za trwanie w husytyźmie. W tym samym czasie stronnikom Spytka zaczęto odbierać zarządy dóbr i zamków królewskich na Rusi.
Gdy biskup Oleśnicki zawiązał w Nowym Mieście Korczynie antyhusycką konfederację, Spytko najechał na miasto i 3 maja 1439 zawiązał własną konfederację. Konfederacja sprzeciwiała się płaceniu dziesięciny i coraz ważniejszej roli stanu duchownego w życiu państwa.
Później, opuszczony przez większość sojuszników oraz królową poniósł śmierć 6 maja 1439 w bitwie pod Grotnikami.

### Śmierć Spytka
Jan Długosz tak opisuje śmierć Spytka:

Spytek rzucał się na wielu z odwagą: ale okryty zewsząd strzałami, skłóty oszczepami i zwalony z konia, ducha wkrótce wyzionął. (...) Potem ustanowiono sąd na Spytka z Melsztyna. Żałobę przeciw niemu wnosił Warsz z Ostrowa kasztelan Lubelski. Trzykrotnem wołaniem pozywano dychającego jeszcze winowajcę. Nakoniec, wyrokiem panów, a nawet zięcia jego Dobrogosta z Szamotuł, kasztelana Poznańskiego, którego córkę miał Spytek za żonę, skazany został na śmierć jako zdrajca ojczyzny. Ciało jego przez trzy dni, obnażono do naga, leżało w tem miejscu, gdzie go zabito, aż wreszcie z rozkazu króla wydano je żonie Beatryxie, która się z płaczem o nie dopraszała, i pochowano w kościele parochialnym wsi Piasek.

Król Władysław III Warneńczyk wkrótce po tym skasował „wyrok” takiego „sądu”, przywracając szlachectwo i majątek wdowie i rodzinie Spytka. Kierunek polityczny konfederacji Melsztyńskiego odniósł jednak sukces po jego śmierci przez uznanie króla Kazimierza Jagiellończyka, uzyskanie stanowisk przez jego stronników, a wreszcie starania o tron czeski dla Jagiellona, zakończone koronacją na króla Czech Władysława syna Kazimierza Jagiellończyka. Do unii personalnej między Polską i Czechami jednak nie doszło.

### Spytek w twórczości
Na motywach historii Spytka oparta jest powieść Mieczysława Smolarskiego Spytko z Melsztyna, wydana w 1927.
Spytek pojawia się również jako postać drugoplanowa w Trylogii husyckiej Andrzeja Sapkowskiego.
Postać Spytka z Melsztyna przedstawiona jest także w serialu historyczno-biograficznym Królewskie sny.